# John Kerr
John Kerr (Androssan, Ayr, 17 de desembre de 1824 - Glasgow, 15 d'agost de 1907) fou un físic escocès.
El 1857, es fa professor en matemàtiques i física a Glasgow. Especialitzat en l'electro-òptica, camp on va investigar els raigs lluminosos en el si de camps magnètics o elèctrics d'alta intensitat, llur propagació i llurs propietaris. Kerr va descobrir els dos efectes (electroòptic i magnetoòptic) que porten avui el seu nom.
John Kerr també va ser un dels primers promotors per la introducció del sistema mètric a la Gran Bretanya.